# Atari Flagstaff
Atari Flagstaff es una Placa de arcade creada por Atari destinada a los salones arcade.

## Descripción
El Atari Flagstaff fue lanzada por Atari en 1996.
El sistema tenía un procesador MIPS R5000 @ 200MHz (system clock 50MHz), con 8MB de RAM y 512KB destinados para el Boot ROM y gráficos proporcionados por 3DFX. Con respecto al audio, este estaba a cargo del DCS Sound System (33MHz TMS32C031 @ 33MHz) con 8MB DRAM, 512KB Boot ROM.
En esta placa funcionaron dos títulos.

## Especificaciones técnicas

### Procesador
- MIPS R5000 @ 200MHz (system clock 50MHz)

### Memoria RAM
- 8MB y 512KB Boot ROM.

### Tarjeta gráfica
- 3DFX FBI with 2MB frame buffer, 2 x 3DFX TMU with 4MB texture memory
  - Textured 3D, all normal 3DFX features.

### Audio
- DCS Sound System (33MHz TMS32C031 @ 33MHz)

Memoria de audio:
- - 8MB ROM, 512KB Boot ROM

### Otros
- Galileo GT64010 system controller, National Semiconductor PC87415 IDE controller, Midway I/O ASIC, SMC91C94 ethernet controller, ADC0848 8 x A-to-D converters

## Lista de videojuegos
- San Francisco Rush : Extreme Racing
- San Francisco Rush The Rock : Alcatraz Edition